# 江城大道站
江城大道站位于中华人民共和国湖北省武汉市汉阳区武汉经济技术开发区，是武汉地铁6号线的地铁车站，於2016年12月28日啟用。未來會與规划中的武汉地铁10号线構成換乘站。

## 车站结构
位于江城大道紧邻南太子湖的路口地下，东风本田汽车有限公司(第二工厂)以南。

### 楼层分布
| 地面     | 地面               | 出入口                               |  |  |
| 地下一层 | 站厅               | 售票机、客服中心、武漢通充值、洗手間 |  |  |
| 地下二层 |                    | █ 6号线 往新城十一路（老关村）       |  |  |
|          | 岛式站台，左侧开门 |                                      |  |  |
|          |                    | █ 6号线 往东风公司（车城东路）       |  |  |

### 車站出口
|                                                 |      |                                                               |
| 出口編號                                        | 設施 | 建議前往的目的地                                              |
| A                                               |      | 南太子湖北路 江城大道                                         |
| B                                               |      | 南太子湖北路 江城大道                                         |
| C                                               |      | 南太子湖北路 江城大道、東風本田汽車有限公司                   |
| D                                               |      | 南太子湖北路 江城大道、永旺夢樂城、武漢設計廣場、沌口總部基地 |
| 注： 設有升降機 \| 設有輪椅升降台 \| 設有洗手間 |      |                                                               |

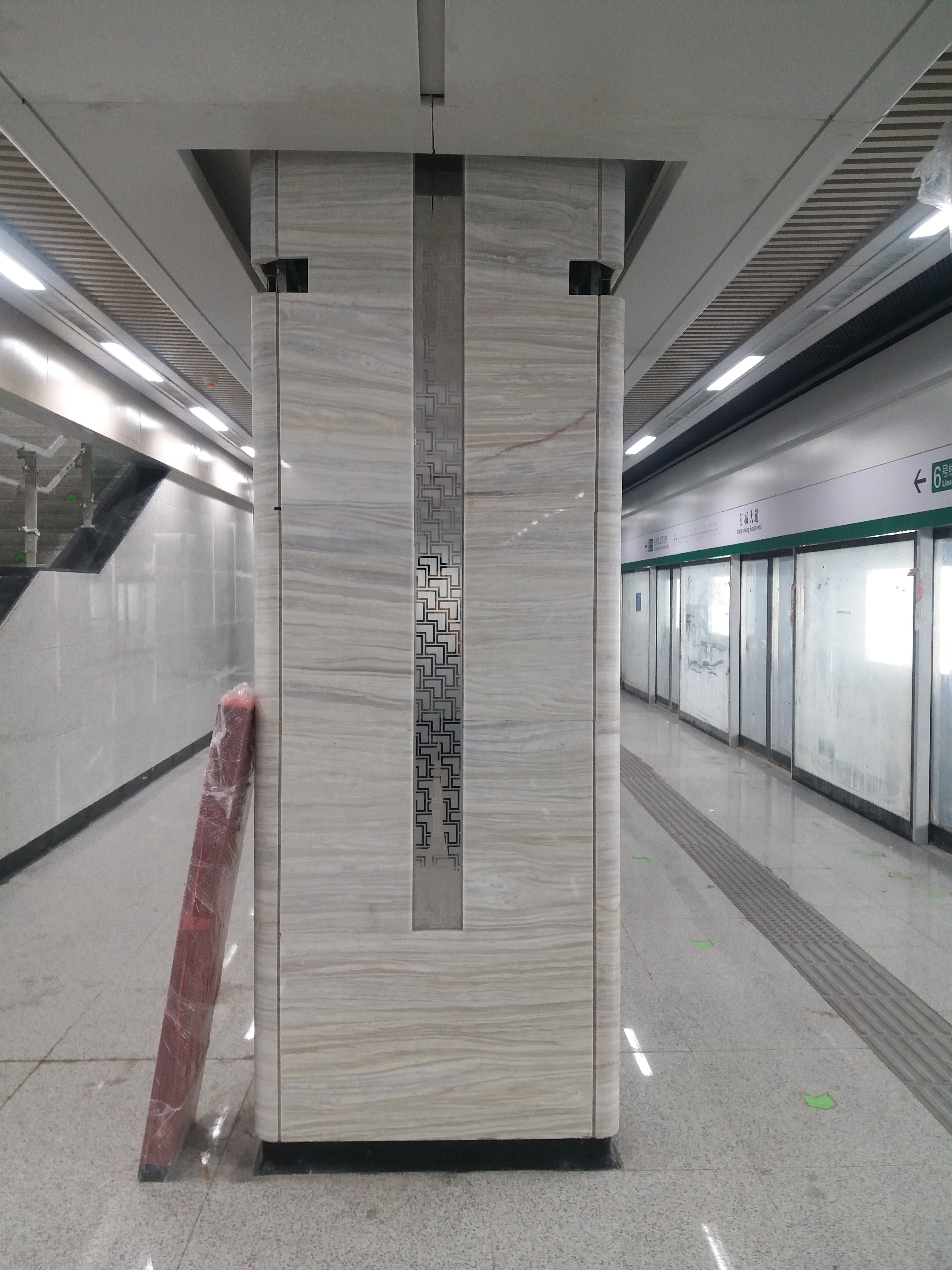
江城大道站站台柱
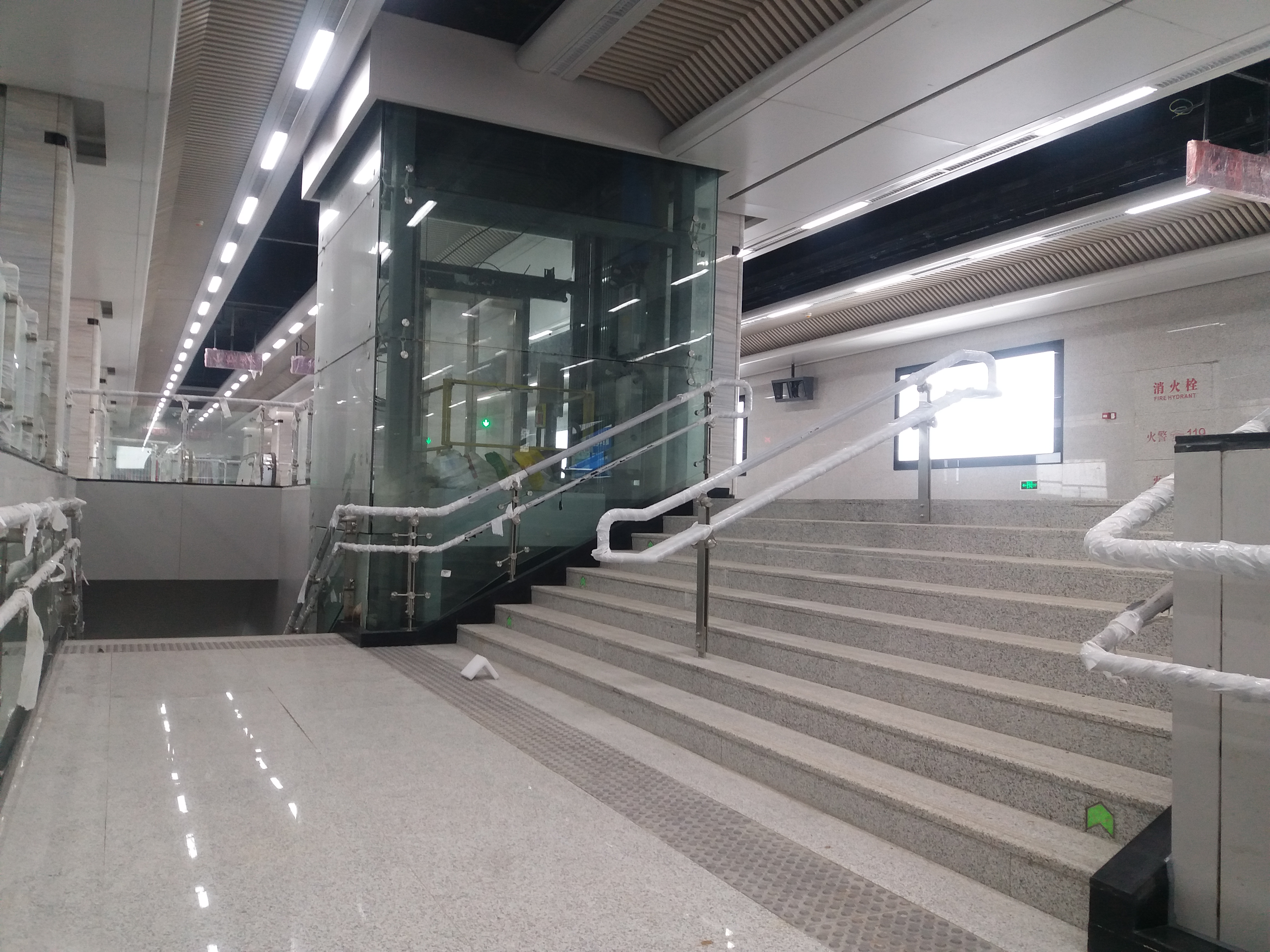
双分式楼梯
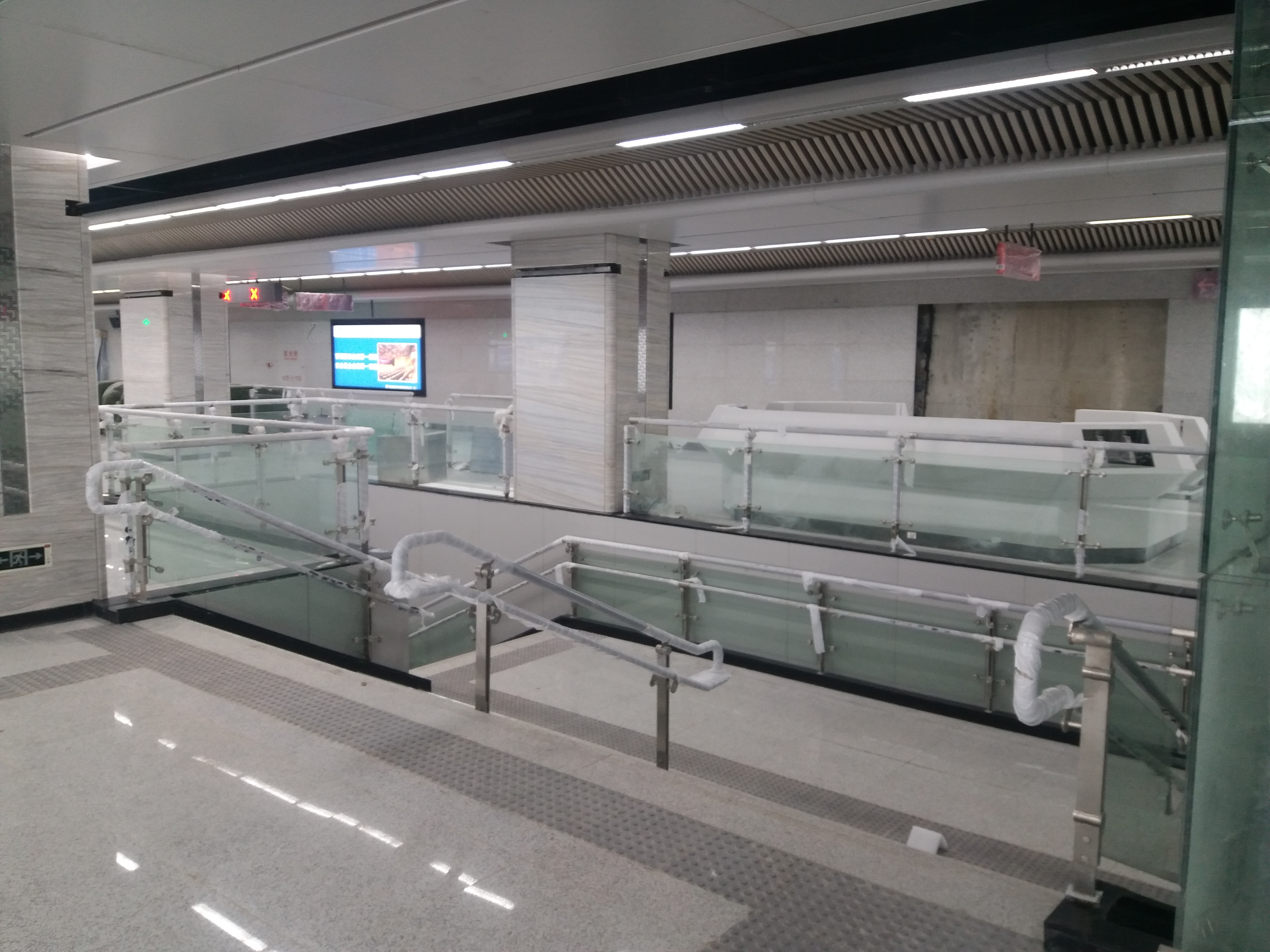
双分式楼梯
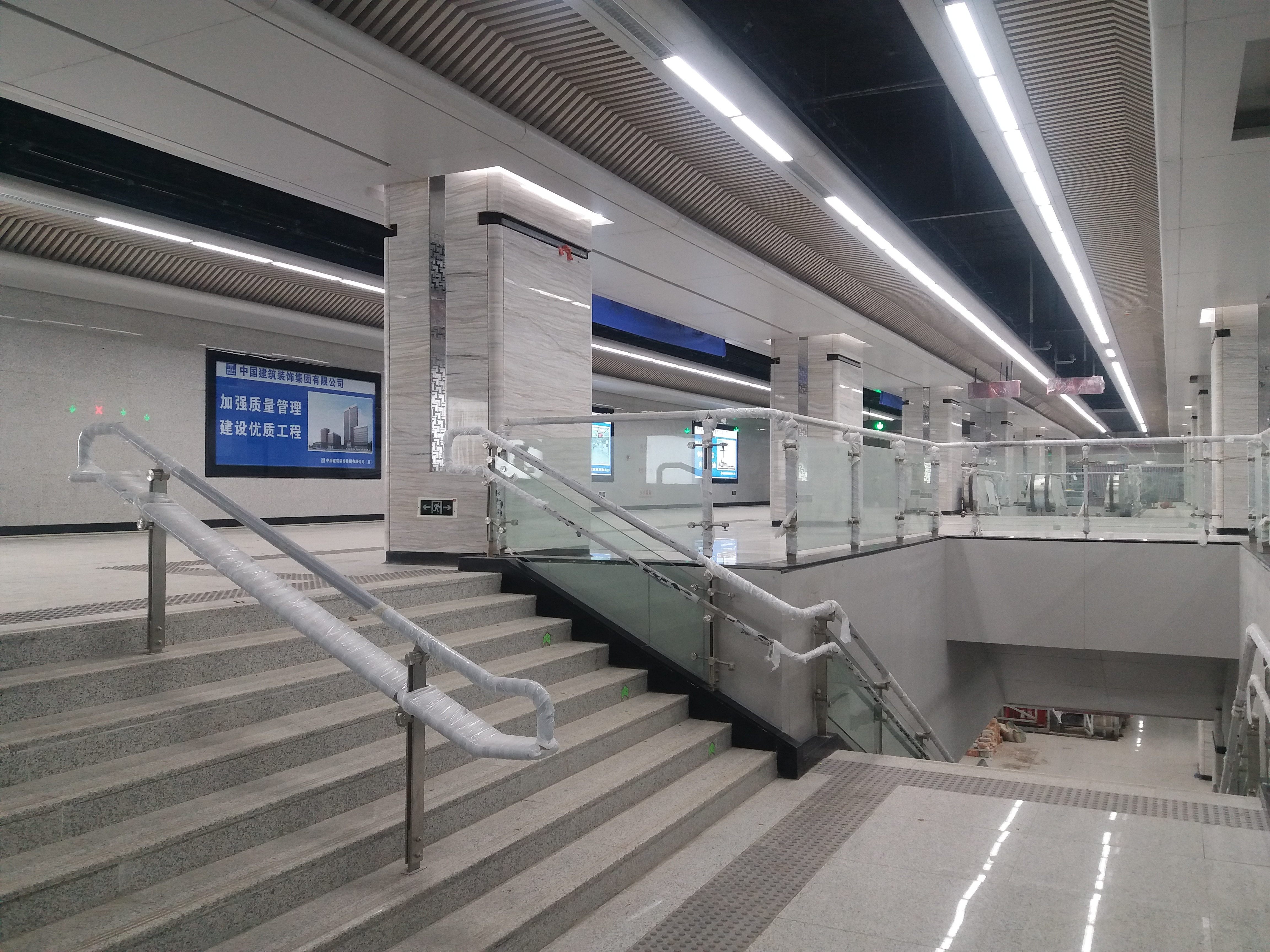
双分式楼梯

## 运营信息
- 6号线首末班车时间

## 鄰近地點
东风本田汽车有限公司(第二工厂)、永旺梦乐城(经开店)、南太子湖、东方(武汉)高尔夫球场等。

### 内部链接
- 武汉地铁车站列表